# 데이비드 마추켈리

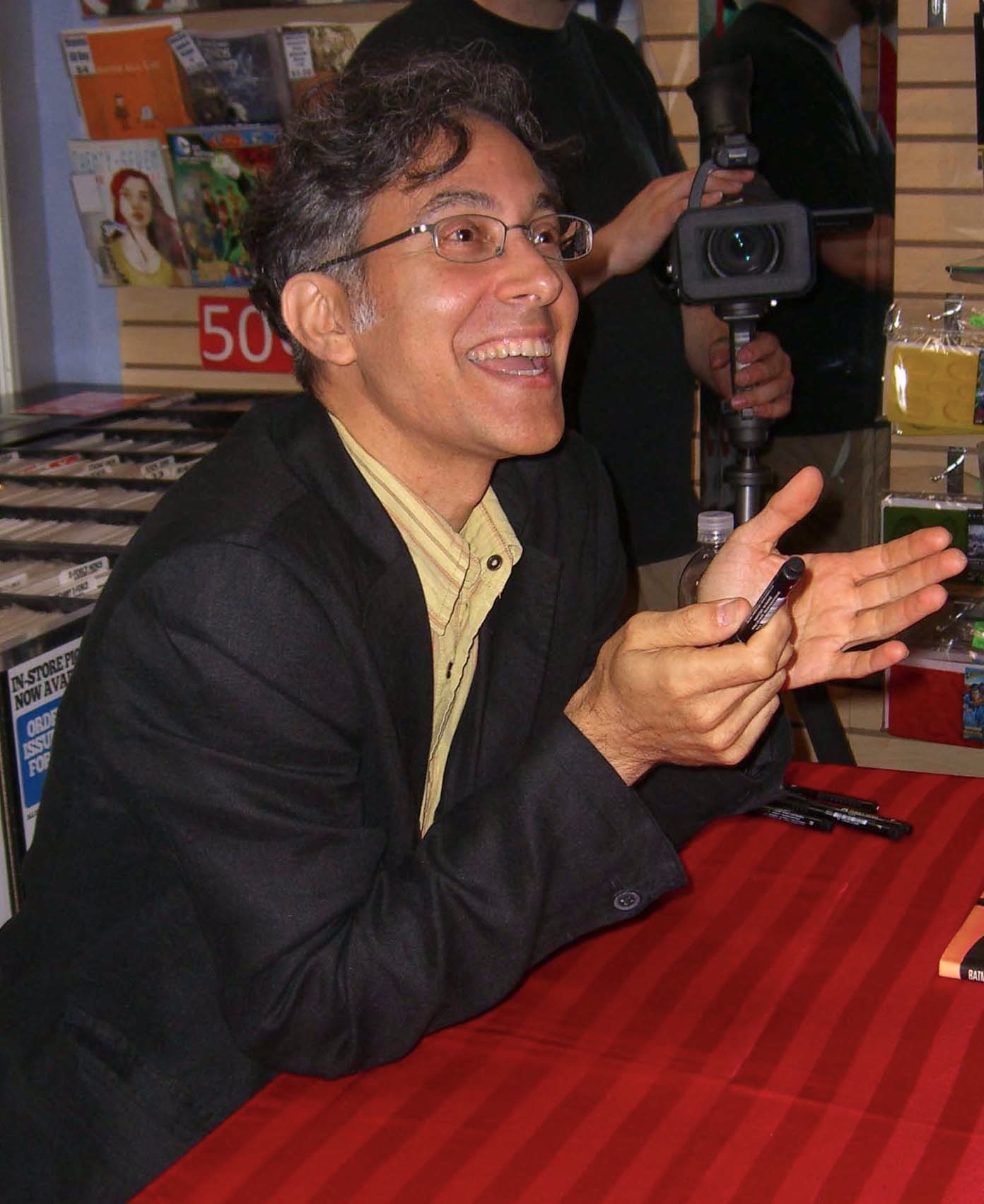

데이비드 존 마추켈리(David John Mazzucchelli)는 미국의 만화가이자 일러스트레이터이다. 프랭크 밀러의 『배트맨』(Batman: Year One), 『데어데블』(Daredevil: Born Again)에서 그림을 맡아, 널리 이름이 알려지기 시작했다.
폴 카라시크와 함께 폴 오스터의 소설 『유리의 도시』(City of Glass)를 새로운 시각에서 재해석해 만화로 펴냈으며, 이는 저명 만화 잡지 「코믹스 저널」의 "세기의 만화 100선"에 선정되기도 했다. 현재 로드 아일랜드 스쿨 오브 디자인(Rhode Island School of Design), 뉴욕의 스쿨 오브 비주얼 아트(School of Visual Arts)에서 학생들을 가르치며 만화 작업을 하고 있다.
1991년부터는 온전히 자신만의 이야기를 만화로 그려 내기 시작했으며, 첫 번째 그래픽 노블인 『아스테리오스 폴립』(Asterios Polyp)으로 단숨에 거장의 입지를 굳혔다.